# バージニアン鉄道
バージニアン鉄道（バージニアンてつどう、Virginian Railway、報告記号はVGN）、あるいはバージニア鉄道はアメリカ合衆国のバージニア州およびウェストバージニア州でかつて営業していた一級鉄道である。ウェストバージニア州南部の高品質な歴青炭をハンプトン・ローズの港へ輸送するために設立された。
20世紀初期に、土木技術者で炭鉱の経営者でもあったウィリアム・ネルソン・ページ (William Nelson Page) が、その当時スタンダード・オイルの重役で、世界有数の裕福な人間であった産業投資家のヘンリー・H・ロジャーズの支援を受けて、ウェストバージニア州南部の険しい地域に未開発の石炭を輸送するための85 マイルほどのショート・ラインであるディープウォーター鉄道 (Deepwater Railway) を建設しようとした。大鉄道会社は談合を行い、ディープウォーター鉄道からの石炭を妥当な運賃で輸送することを拒否して、ページの試みを阻もうとしたが、ページは大鉄道会社の思惑通りには諦めなかった。彼は当初の計画通りの建設を続けるとともに、ロジャーズの資金と代理人を使って密かに他のバージニア州の鉄道会社であるタイドウォーター鉄道 (Tidewater Railway) と合併した。このようにして、ページはバージニア州を横断して、新しい石炭桟橋が建設されていたスーウェルズ・ポイント (Sewell's Point) のあるハンプトン・ローズへ至る全ての経路の通行権を確保した。
この2つの会社は法的には1907年初頭に合併し、バージニアン鉄道と改称した。ページはさらに、大鉄道会社とそれを支配する「泥棒男爵」たちの鼻先で、彼らの妨害にもかかわらず「山から海へ」鉄道を建設した。バージニアン鉄道は最終的に1909年に完成したが、その資本はほとんどロジャーズ個人が出したものであった。バージニアン鉄道は新しい時代の技術で造られた鉄道で、全て新規のインフラを用意して、ライバルの大鉄道会社よりも効率的に運行することができた。
バージニアン鉄道はその50年におよぶ歴史の中で、ページとロジャーズの「最善のものに投資する」という哲学を実行し続け、利益を出し続けた。山がちでうねうねとしたピードモントから平坦なタイドウォーター平原まで、最高の効率性を発揮した。最大で最高の蒸気機関車・電気機関車・ディーゼル機関車を運用することで知られ、「世界でもっとも豊かな小さな鉄道」(Richest Little Railroad in the World) とのあだ名を付けられた。1959年にノーフォーク・アンド・ウェスタン鉄道と合併し、21世紀現在ではかつてのバージニアン鉄道の大部分はノーフォーク・サザン鉄道として運行中である。同社はノーフォークのターミナル駅にあるバージニアン鉄道のかつての本社ビルから数ブロック離れたところに本社を置く一級鉄道である。
合併の2年後、鉄道とそれにまつわる人々を描いた本が出版され、バージニアン鉄道がその中に登場した。この本では、競争を繰り広げる企業の陰謀を物語風に取り上げている。"The Virginian Railway" というタイトルのこの本は、歴史家のH.レイド (H. Reid) によって1961年に最初に出版され、その後数年にわたって何度も再版された。この本の初版と第2版は、バージニアン鉄道に関する遺品の中でも収集の価値のあるものとなった。合併によって消えていったアメリカの鉄道会社の中でも小さい方であるにもかかわらず、バージニアン鉄道は50年以上後になってもかつての従業員、鉄道模型愛好家、作家、写真家、歴史家、保護運動家などから驚異的な支持を集めている。21世紀初頭では、こうした人々の多くがとても活発なYahoo!グループスである「バージニアン鉄道愛好家」(Virginian Railway Enthusiasts) グループに属している。バージニア州ロアノークの退職者たちのグループが毎週集まり、世界中の700人を超える人々から寄せられる質問に答えている。バージニアン鉄道は既に歴史に消えたにもかかわらず、毎年開かれるセミナーは参加者が次第に増えており、保存活動も熱心に行われるようになっている。

## バージニアン鉄道の建設
バージニアン鉄道は20世紀初期に、2人の男によって着想された。1人は優れた土木技術者で炭鉱の経営者でもあり、また企業家でもあったウィリアム・ネルソン・ページであった。そのパートナーが大金持ちの実業家であるヘンリー・ロジャーズであった。彼らはともに、ウェストバージニア州南部の高品質な瀝青炭をノーフォークのそばのハンプトン・ローズにある港まで輸送するために、ほとんど「レール上のベルトコンベア」と呼べるほどよく設計された鉄道を建設した。
バージニアン鉄道の建設は、教科書でも天然資源と鉄道の関係の例として取り上げられてきており、また20世紀初頭に小さな会社がビッグビジネスに参入して勝ち抜いてきた例としても取り上げられている。その当時は多くの鉄道が少数の強力な資本家の支配下にあり、独占禁止法の制約なしに競合者と対決していた時代だったのである。
バージニアン鉄道はバージニアの丘があたかも存在しないかのごとく、可能な限りまっすぐで平坦な線路を敷くために巨額の投資を行ったため、建設当時は愚行であると思われていた。しかし長い目で見ると、勾配と曲線の少ない線路は運行費用が安くとても利益を上げやすいということが証明された。

### アンステッドのアイデアマンとたたき上げの大金持ちの協力
ウィリアム・ネルソン・ページは土木技術者で企業家である。ページはバージニア州生まれで、シャーロッツビルのバージニア大学を卒業し、まず1870年代にウェストバージニア州へやってきて、チェサピーク・アンド・オハイオ鉄道がニュー川とカナワ川 (Kanawha River) の渓谷で複線化を行う工事に協力した。
諸説を総合すると、華やかなページはこのころ「ページ隊長」(Colonel Page) として知られるようになってきており、ウェストバージニア州のファイエット郡 (Fayette County) の山奥の小さな町であるアンステッド (Ansted) に住んで、まもなくバージニア州とウェストバージニア州の山岳地帯で石炭と関連する産業に関わるようになった。
ページは、19世紀末から20世紀初頭にかけてウェストバージニア州の豊富な瀝青炭の炭田を開発し、その石炭を輸送する鉄道を建設して成功を収めた。彼の土木技術者としての経験により、ページはウェストバージニア州に埋蔵されている富を開発するのにうってつけの存在となっていた。元ウェストバージニア州知事のウィリアム・マッコークル (William A. MacCorkle) は、彼のことを「農夫が自分の土地について知っているがごとく、ウェストバージニアの土地を知っている」と評した。彼はエネルギッシュな企業家でもあった。こうしたことについて、作家のH.レイドはページについて「アンステッドのアイデアマン」という言葉でまとめている。
ヘンリー・ロジャーズは、マサチューセッツ州の労働者階級に生まれ育った投資家・実業家である。彼は若いうちに働き始め、パートタイムで彼の父親の食料品店を手伝い、新聞の配達をした。高校を卒業すると、彼は小さな鉄道で制動手として働き、金を貯めた。1861年、彼とその友人はペンシルベニア州の山へ出かけて、そこで南北戦争の最中に石油と天然ガスの開発に従事して、最終的にジョン・ロックフェラーのスタンダード・オイルのキーマンの1人となり、大金持ちとなった。ロジャーズはアメリカ合衆国でももっとも裕福な階層となり、また若いページ同様にエネルギッシュな企業家でもあり、多くの鉄道や鉱物資源の開発プロジェクトに関わっていくことになった。

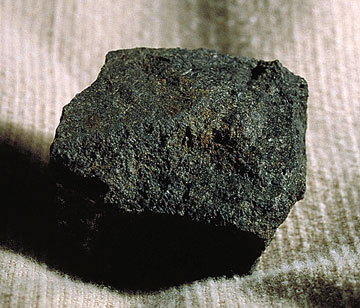
瀝青炭

ページがゴーリー・マウンテン石炭会社 (Gauley Mountain Coal Company) の社長をしていた頃に、ロジャーズはページと知り合いになった。ページは、南部ウェストバージニアのニューリバーバレーからガイアンドット川 (Guyandotte River) 下流にかけての、チェサピーク・アンド・オハイオ鉄道およびそのライバルのノーフォーク・アンド・ウェスタン鉄道がともにまだ到達していない地域に、未開発の豊富な瀝青炭が埋蔵されていることを知っていた。大鉄道会社がその近くの地域の炭田を開発し、石炭をハンプトン・ローズへ送り出すことに力を注いでいた中、ページはロジャーズと数名の投資家とともに、未開発の炭田を活用する計画を練った。こうして強力な協力関係が生まれた。

### ディープウォーター鉄道とタイドウォーター鉄道
もともとページとロジャーズの構想は、ウェストバージニア州内のみに限られるショートラインである1898年に設立されたディープウォーター鉄道であった。大鉄道会社と石炭輸送に関する契約を結ぶことに失敗した後、結果的にディープウォーター鉄道の線路使用権はバージニア州グレン・リン (Glen Lyn) 近くにあるウェストバージニア州とバージニア州の州境上まで延長された。ディープウォーター鉄道の経路上の重要な地点としては、ページ (Page)、ミュレンズ (Mullens)、プリンストン (Princeton) がある。
バージニア州にかけては、もう1つの州内の鉄道であるタイドウォーター鉄道が1904年に設立され、ウェストバージニア州に隣接するジャイルズ郡 (Giles County) からハンプトン・ローズのあるノーフォーク郡 (Norfolk County) まで、バージニア州南部を横断して線路使用権を取得した。主要な地点としてはロアノーク、ビクトリア (Victoria)、サフォーク (バージニア州)、ノーフォーク近郊の新しい石炭桟橋の建設された港があるスーエルズ・ポイント (Sewell's Point) である。

### ビクトリアの建設

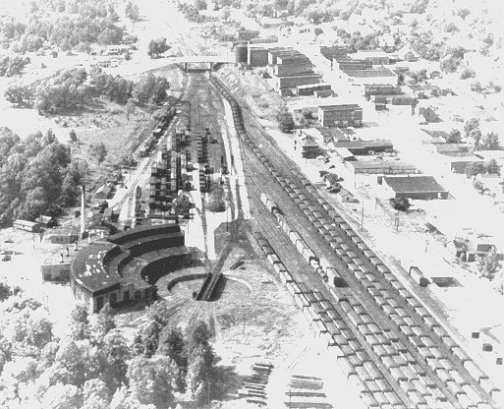
1954年のビクトリアの空撮写真、西方向を見る。左側に転車台と扇形庫、線路の右側には旅客駅とノーフォーク地区事務所がある。ビクトリア当局の提供写真

1906年末、タイドウォーター鉄道のロアノークとスーウェルズ・ポイントの中間にあたるルネンバーグ郡 (Lunenburg County) のある場所に、将来鉄道の事務所と店舗を建設するスペースを確保した新しい町が建設された。この町は、ロジャーズが長く敬愛していたイギリスのビクトリア女王にちなんで、ビクトリアと名づけられた。
ビクトリアには、蒸気機関車の保守・整備のために大きな保守設備、扇形庫、転車台、給炭・給水設備と巨大なヤードが建設された。数年後、旅客駅の駅舎に2階を増築して、バージニアン鉄道のノーフォーク地区事務所が設置された。

### 1907年、バージニアン鉄道の設立
ビクトリアが設立されてわずか数ヵ月後、1907年3月8日にバージニア州において、ウェストバージニア州のディープウォーター鉄道とバージニア州のタイドウォーター鉄道を合併して1つの州間鉄道会社とし、バージニアン鉄道が設立された。同年4月14日、ページが初代のバージニアン鉄道社長に就任した。
1907年から1908年にかけて、25年ほど前に既存の大鉄道会社が建設されたときにはまだ存在しなかった新しい建設技術を利用してバージニアン鉄道の建設工事が続けられた。ロジャーズが個人資産から建設資金を出したため、公債に頼らずに建設されている。このことは、密かに鉄道の建設ルートを確保する上で鍵となることであったが、しかしロジャーズにとっては少なからぬ負担であった。
1907年3月に始まった恐慌により、ロジャーズは経済的な苦境に陥った。さらにその数ヵ月後には、発作に襲われてしまった。これにより5ヶ月に渡ってほとんど活動できなくなってしまった。しかし彼は幸運にも、何とか活動できる程度に健康を回復し、1909年始めにバージニアン鉄道が最終的に完成するまでを見届けることができた。

### 完成祝賀
バージニアン鉄道のゴールデン・スパイクは、1909年1月29日、ウェストバージニア州とバージニア州の州境を線路が越える地点に近い、グレン・リンのニュー川に架かる巨大な橋の西側で打ち込まれた。
1909年4月、ロジャーズと旧友のマーク・トウェインはノーフォークへ一緒に戻ってきて、この新しい「山から海までの」鉄道の完成を盛大に祝った。
ロジャーズはその翌日、新しく完成した鉄道で最初の、そして1回限りの旅行に出かけた。彼はその6週間後、ニューヨークの自宅で69歳で突如亡くなった。しかし、バージニアン鉄道を建設するというページとロジャーズの仕事の完成は、その死に間に合った。
ページにとってもロジャーズにとっても、この鉄道は間違いなくその生涯で最大の仕事となった。彼らはともに、既存の大鉄道会社の鼻先でウェストバージニア州の炭鉱からハンプトン・ローズの港まで、最新のよく設計された鉄道を企画し、建設した。バージニアン鉄道は、最新のインフラストラクチャーと負債がないことにより、他の大鉄道会社に比べてはるかに効率的に運行することができた。アメリカの鉄道の歴史において、前にも後にもない偉業であった。

## 「世界でもっとも豊かな小さな鉄道」の運行と電化
ロジャーズは彼の子孫と従業員に素晴らしい鉄道を残し、彼の子孫は1937年までこの鉄道を保持していた。彼の息子や義理の息子にあたる、アーバン・ブロートン (Urban H. Broughton) やウィリアム・コー (William Robertson Coe) などが会社を率いた。コーは、バージニアン鉄道の歴史のほぼ全期間に渡って同社で仕事をしている。50年にわたるバージニアン鉄道の歴史の中で、同社は「最善のものに投資する」というページとロジャーズのポリシーを実行し続けた。また、従業員や納入業者を手厚く取り扱うことでも知られ、また配当も厚かった。バージニアン鉄道は山がちなピードモントからタイドウォーター平原まで最大の効率を実現することを狙い、そして実現した。利益の出ていたバージニアン鉄道では最高で最大の蒸気・電気・ディーゼル機関車を実験した。最大で最高の設備を使用し、またその費用を負担することができたことで知られた。そうしたことから、「世界でもっとも豊かな小さな鉄道」と呼ばれるようになった。
バージニアン鉄道には、ウェストバージニア州のクラークス・ギャップ (Clark's Gap) に主な勾配が存在しており、かなり大きな蒸気機関車を実験した。その後、競合する会社の1つ、ノーフォーク・アンド・ウェスタン鉄道で既に使用されていた電化へ向かった。電化工事は1922年に開始され、ウェストバージニア州のミュレンズからバージニア州のロアノークまで、クラークス・ギャップを含むいくつかの勾配のある区間に134 マイルに渡って架空電車線方式の電化を行った。また、ナローズ (Narrows) に独自の発電所も建設した。電化工事は1925年に完成し、その費用は1500万ドルであった。ノーフォーク・アンド・ウェスタン鉄道との間に送電線が建設され、不測の事態の際には電力を融通できるようにされた。アメリカン・ロコモティブ (ALCO) とウェスティングハウス・エレクトリックがパンタグラフを備えた電気機関車を納入した。最初に納入された36両は、通常3両1組で運用され、それが置き換えた蒸気機関車に比べて大きな能力を発揮した。1948年には巨大な2両1組式のEL-2B型 (VGN EL-2B) を4両購入し、さらに1955年には整流器式のEL-C型 (VGN EL-C) を12両購入した。

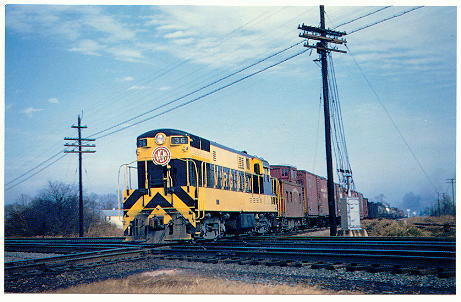
サウス・ノーフォークでノーフォーク・アンド・ウェスタン鉄道との平面交差を横断するバージニアン鉄道36号機関車（フェアバンクス・モース製H-16-44型ディーゼル機関車）

ページとロジャーズが計画し建設したスーウェルス・ポイントのターミナルは、一見すると遠く離れた場所にあるように思われたが、20世紀のアメリカ海軍の歴史で重要な役割を果たすことになった。それ以前にジェイムズタウン博覧会 (Jamestown Exposition) に使われていたバージニアン鉄道の石炭桟橋に隣接する土地が、1917年からアメリカ海軍にとって重要な施設となった。バージニアン鉄道はアメリカ海軍が船舶用として好んだ、ウェストバージニア州産の高品質瀝青炭を輸送し、2つの世界大戦に際して信頼できる燃料の供給源となった。
1950年代半ばになると、バージニアン鉄道の経営陣は、蒸気機関車だけではなく電化区間に電力を供給しているナローズの発電所も含めて、鉄道の主要なエネルギーをすべて石炭に依存していることが、電気式ディーゼル機関車の経済性が増してきたことや、旧型の蒸気機関車の部品の供給が不安になってきたことで、次第にかげりを見せてきたことに気づいてきた。1954年から1957年にかけて、合計66両の電気式ディーゼル機関車を購入し、この中にはフェアバンクス・モースのH-24-66型「トレインマスター」が25両、H-16-44型の小型のロードスイッチャー (FM H-16-44)が40両あった。また2両は旅客列車を引くために蒸気発生装置を搭載していた。バージニアン鉄道の最後の蒸気機関車は、1957年6月に最終運行となった。

## 蒸気機関車の時代の終わりと保守設備の撤廃
1903年以降、初代社長のページにちなんで名づけられたウェストバージニア州のページは、ディープウォーター鉄道、後にはバージニアン鉄道の操車場、扇形庫、駅が設置される場所となった。1957年にバージニアン鉄道が蒸気機関車を廃止し、またこの地域の炭鉱の資源が枯渇したことから、ページにある施設は不要となった。ウェストバージニア州のミュレンズ、プリンストン、バージニア州のロアノーク、ビクトリア、スーウェルズ・ポイントなどが、大きな蒸気機関車保守設備と扇形庫が置かれていた場所で、これらも1957年以降不要となった。蒸気機関車の時代が終わるにつれて、アメリカ中で同じようなことが起きた。

## ノーフォーク・アンド・ウェスタン鉄道との合併
大鉄道会社は、新しい参入者と共存することを学んだが、しかし鉄道が完成する前にその会社を買収してしまう機会を逃したことを後悔するようになった。
第一次世界大戦中、アメリカ合衆国鉄道管理局が戦時体制の下で各鉄道会社の監督を行い、バージニアン鉄道は隣接する競合鉄道、ノーフォーク・アンド・ウェスタン鉄道と共同運営された。このときは、運行効率がとても重要視された。戦争終結後、各鉄道は元の所有者に返還され、競合が再開された。しかしノーフォーク・アンド・ウェスタン鉄道は、バージニアン鉄道がバージニア州で勾配の少ない優れた鉄道路線を持っているということをもはや忘れなかった。
第一次世界大戦後、チェサピーク・アンド・オハイオ鉄道やノーフォーク・アンド・ウェスタン鉄道など、多くの大鉄道会社がこの小さいが利益の上がるバージニアン鉄道を買収しようと試みた。しかし州際通商委員会 (ICC) は、最終的に1959年にノーフォーク・アンド・ウェスタン鉄道とバージニアン鉄道の合併を承認するまでは、こうした合併を却下し続けた。このバージニアン鉄道とノーフォーク・アンド・ウェスタン鉄道の合併は、鉄道会社同士が競走するのではなく鉄道が道路や航空など他の交通手段とより効果的に競争しなければならない時代になっているということをICCが受け入れるようになったことから、アメリカの大鉄道が次々に合併する現代の時代を切り開いたと広く信じられている。

## バージニアン鉄道の遺産
バージニアン鉄道が1959年にノーフォーク・アンド・ウェスタン鉄道に買収されて独立した企業ではなくなったとき、作家で写真家のH.レイドは「バージニアン鉄道」という本を書き、「バージニアン鉄道は不滅である」(There will always be a Virginian) と書いた。今までのところ、これは正しかったことを時間が証明している。

### 21世紀におけるバージニアン鉄道
バージニアン鉄道の勾配の少ない路線の大半は、今日でもノーフォーク・アンド・ウェスタン鉄道の後継であるノーフォーク・サザン鉄道によって東行きの石炭輸送列車によく使用されている。バージニアン鉄道の東部バージニア州における線路使用権の区間は、現代では真水の輸送に使用されており、またサウス・ハンプトン・ローズからリッチモンドやピーターズバーグへの高速旅客鉄道の検討が行われている。スーウェルズ・ポイントにあるかつてのバージニアン鉄道の資産は、世界最大の海軍施設であるノーフォーク海軍基地の一部となっている。世界中の鉄道ファンがバージニアン鉄道を様々なスケールで模型化しており、またその遺品がコレクターアイテムとなっている。

### 保存・収集活動
バージニアン鉄道の精神が残っていることを示すように、保存活動家がサフォークやロアノークにあったバージニアン鉄道の旅客駅の保存を行った。サフォークの旅客駅はかつてシーボード鉄道の駅としても機能しており、修復されて博物館として使用されている。同様の計画が全米鉄道歴史協会 (National Railway Historical Society) のロアノークの支部によってロアノークの旅客駅について進行中である。ウェストバージニア州に残存する唯一のバージニアン鉄道の駅である、オーク・ヒル (Oak Hill) のオーク・ヒル車両基地も全米鉄道歴史協会の支部によって修復されている。
バージニアン鉄道の機関車のうち3両と多くのカブース、その他の車両が保存されている。蒸気機関車1両と電気機関車1両が綺麗に修復されており、ロアノークのバージニア交通博物館 (Virginia Museum of Transportation) で展示されている。
2002年10月、ウェストバージニア州の洪水で破壊されていたミュレンズのカブース博物館がファンによって復旧された。この費用は自作の模型の販売や寄付によって賄われた。
2003年5月、扇形庫と転車台跡の歴史的解釈をした建設中の公園を含む、新しい博物館が建設されるビクトリアにおいて、"Gathering of Rail Friends"というイベントが開催された。ノーフォーク・サザン鉄道は最寄りのクルー (Crewe) まで展示列車を送り込んだ。
2004年4月、バージニア州ベドフォード (Bedford) のブーンズボロ小学校 (Boonsboro Elementary School) の子供たちとリンチバーグのキワニスのグループがともに資金を集め、1910年頃の唯一残されたC-1クラスの木造カブースを保存するための活動を行った。
2004年10月、新聞の「ロアノーク・タイムズ」は"Takin' Twenty with the Virginian Brethren"というバージニアン鉄道の退職者グループが毎週ミーティングを行っていることについて特集記事を掲載している。彼らは主にGE製の現代の機関車の模型をバージニアン鉄道の塗装にしたものを展示しており、バージニアン鉄道が1907年に創業して100年の記念として、現在のノーフォーク・サザン鉄道の機関車を特別塗装にしてくれるように願っている。
2004年12月、バージニアン鉄道のかつてのプリンストン工場の従業員が制作したC-10クラスのカブース342号が完全に修復され、ビクトリアの鉄道公園の中央に新たに敷かれたレールに載せられた。
2005年4月、バージニアン鉄道炭田セミナー (Virginian Railway Coalfield Seminar) がミュレンズ近くのツイン・フォールズ・ステート・パークで3日間に渡って開かれた。アメリカ中から集まった鉄道ファンが炭鉱と鉄道施設を何台かのバスで3日間に渡って見学し、保存活動とグループセミナーに参加した。ロアノークの退職者団体の代表も参加した。このプログラムが2007年から2009年にかけてのバージニアン鉄道100周年記念の開始であるとされている。
2006年4月、マイルポスト2006セミナーがロアノークで開かれ、保存・特別見学・閉鎖されたバージニアン鉄道の旅客駅の訪問などが数日にわたって行われた。

### 書籍
- Barger, Ralph L. (1983) Corporate History of Coal & Coke Railway Co., Charleston, Clendennin & Sutton R.R., Roaring Creek & Belington R.R. Co., as of Date of Valuation, June 30, 1918. Baltimore, MD: Baltimore & Ohio Railroad Historical Society.
- Cartlidge, Oscar (1936) Fifty Years of Coal Mining Charleston, WV: Rose City Press.
- Conley, Phil (1960) History of the Coal Industry of West Virginia Charleston, WV: Educational Foundation.
- Conley, Phil (1923) Life in a West Virginia Coal Field Charleston, WV: American Constitutional Association.
- Corbin, David Alan (1981) Life, Work and Rebellion in the Coal Fields: The Southern West Virginia Miners, 1880-1922 Chicago, Illinois: University of Illinois Press.
- Corbin, David Alan, editor (1990) The West Virginia Mine Wars: An Anthology Charleston, WV: Appalachian Editions.
- Craigo, Robert W., editor (1977) The New River Company: Mining Coal and Making History, 1906-1976 Mount Hope, WV: New River Company.
- Dix, Keith (1977) Work Relations in the Coal Industry: The Hand Loading Era, 1880-1930 Morgantown, WV: West Virginia University Institute for Labor Studies.
- Dixon, Thomas W, Jr., (1994) Appalachian Coal Mines & Railroads. Lynchburg, Virginia: TLC Publishing Inc. ISBN 1-883089-08-5
- Frazier, Claude Albee (1992) Miners and Medicine: West Virginia Memories Norman, OK: University of Oklahoma Press.
- Huddleston, Eugene L, Ph.D. (2002) Appalachian Conquest, Lynchburg, Virginia: TLC Publishing Inc. ISBN 1-883089-79-4
- Lambie, Joseph T. (1954) From Mine to Market: The History of Coal Transportation on the Norfolk and Western Railway New York: New York University Press
- Lane, Winthrop David (1921) Civil War in West Virginia: A Story of the Industrial Conflict in the Coal Mines New York, NY: B. W. Huebsch, Inc.
- Lewis, Lloyd D. (1992) The Virginian Era. Lynchburg, Virginia: TLC Publishing Inc.
- Lewis, Lloyd D. (1994) Norfolk & Western and Virginian Railways in Color by H. Reid. Lynchburg, Virginia: TLC Publishing Inc.  ISBN 1-883089-09-3
- MacCorkle, William (1928) The Recollections of Fifty Years	New York, New York: G. P. Putnam's Sons Publishing
- Middleton, William D. (1974)  When The Steam Railroads Electrified (1st ed.). Milwaukee, Wisconsin: Kalmbach Publishing Co. ISBN 0-89024-028-0
- Reid, H. (1961). The Virginian Railway (1st ed.). Milwaukee, Wisconsin: Kalmbach Publishing Co.
- Reisweber, Kurt (1995) Virginian Rails 1953-1993 (1st ed.) Old Line Graphics. ISBN 1-879314-11-8
- Sullivan, Ken, editor (1991) The Goldenseal Book of the West Virginia Mine Wars: Articles Reprinted from Goldenseal Magazine, 1977-1991. Charleston: Pictorial Histories Pub. Co.
- Striplin, E. F. Pat. (1981) The Norfolk & Western : a history Roanoke, Va. : Norfolk and Western Railway Co. ISBN 0-9633254-6-9
- Tams, W. P. (1963) The Smokeless Coal Fields of West Virginia  Morgantown, WV: West Virginia University Library.
- Thoenen, Eugene D. (1964) History of the Oil and Gas Industry in West Virginia Charleston, WV:
- Traser, Donald R. (1998) Virginia Railway Depots. Old Dominion Chapter, National Railway Historical Society. ISBN 0-9669906-0-9
- various contributors (1968). Who Was Who in America Volume I (7th ed.). New Providence, New Jersey:  Marquis Who’s Who
- Wiley, Aubrey and Wallace, Conley (1985). The Virginian  Railway Handbook. Lynchburg, Virginia: W-W Publications.

### 定期刊行物・オンライン出版物
- Beale, Frank D. (1955) The Virginian Railway Company 45th Annual Report Year Ended December 31, 1954. published in-house
- Cuthriell, N.L. (1956) Coal On The Move Via The Virginian Railway, reprinted with permission of Norfolk Southern Corporation in 1995 by Norfolk & Western Historical Society, Inc.  ISBN 0-9633254-2-6
- Dept. of the Navy - (2004) Dictionary of American Naval Fighting Ships - article on steamship William N. Page. Washington DC: US Naval Historical Center
- Huddleston, Eugene L, Ph.D. (1992) National Railway Bulletin Vol. 57, Number 4, article: Virginian: Henry Huttleston Rogers' Questionable Achievement
- Reid, H. (1953) "Trains & Travel Magazine" December, 1953 "Some Fine Engines", Kalmbach Publishing Co.
- Skaggs, Geoffery - (1985) Page-Vawter House Project in Ansted Ansted, WV: Fayette County Government